# Naturpark Texelgruppe

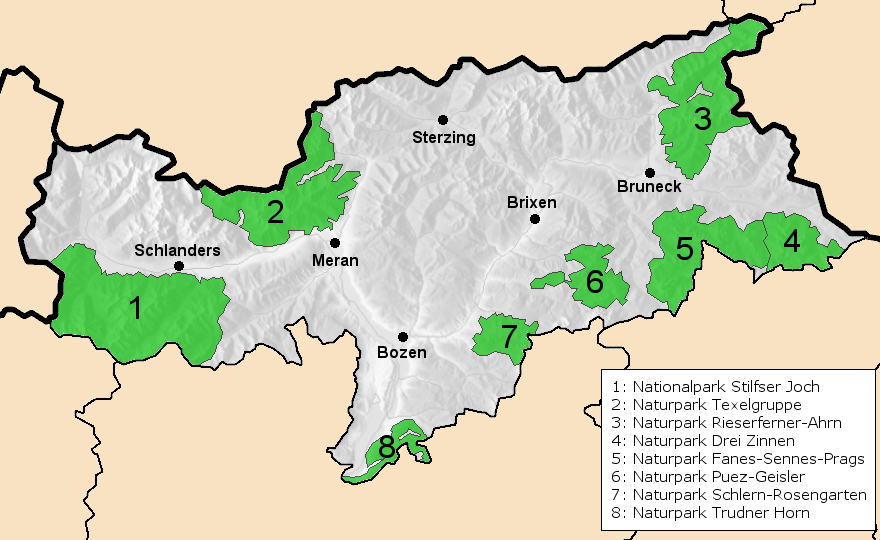
Karte der Naturparks in Südtirol mit dem Naturpark Texelgruppe (2)

Der Naturpark Texelgruppe (italienisch Parco Naturale Gruppo di Tessa) ist der größte Regionalpark der italienischen Provinz Bozen – Südtirol und befindet sich fast vollständig in den Ötztaler Alpen. Er wurde 1976 gegründet und umfasst eine Fläche von 31.391 ha, aufgeteilt auf die Gemeinden Algund, Moos in Passeier, Naturns, Partschins, Riffian, Schnals, St. Martin in Passeier und Tirol.

## Ausdehnung und Lebensräume
Kernstück des Naturparks ist die Texelgruppe, die im Süden vom Meraner Becken und dem Vinschgau, im Osten von Passeier, im Norden von Pfelders und vom Pfossental, sowie im Westen von Schnals begrenzt wird. Der Naturpark umfasst aber auch weiträumige Landschaften nördlich und westlich der Texelgruppe am Alpenhauptkamm, der auch die Staatsgrenze zu Österreich trägt, nämlich die Südtiroler Teile des Schnalskamms zwischen der Hochwilden und der Fineilspitze sowie des Gurgler Kamms zwischen der Hochwilden und dem Timmelsjoch. Am Timmelsjoch ragt er auch mit einem kleinen Gebietsstück in die Stubaier Alpen hinein.
Durch die große Ausdehnung des Naturparks und die Vielfalt an Höhenlagen finden sich zahlreiche Vegetationstypen. Die sonnenexponierten, trockenen Südhänge der Texelgruppe können beispielsweise Steppenvegetation und Laubmischwälder aufweisen. Die besonnten, Schnals zugewandten Bereiche sind durch Lärchenwälder gekennzeichnet, die niederschlagsreicheren und etwas kühleren Gebiete gegen Passeier durch Fichtenbestände. Oberhalb der Waldgrenze (etwa auf 1900 m) und der Strauchgrenze bedecken alpine Rasengesellschaften die Hänge, die teilweise als Weiden genutzt werden. In den kargen, aus zentralalpinem Gestein aufgebauten Hochgebirgslandschaften befinden sich rund zwanzig Seen, darunter die Spronser Seen. Der von zahlreichen über 3000 m hohen Bergen geprägte Naturpark umfasst auch eine ganze Reihe von Gletschern, insbesondere im Bereich des Ötztaler Hauptkamms. Dort erhebt sich mit der Hinteren Schwärze (3624 m) auch der höchste Gipfel des gesamten Naturschutzgebiets.

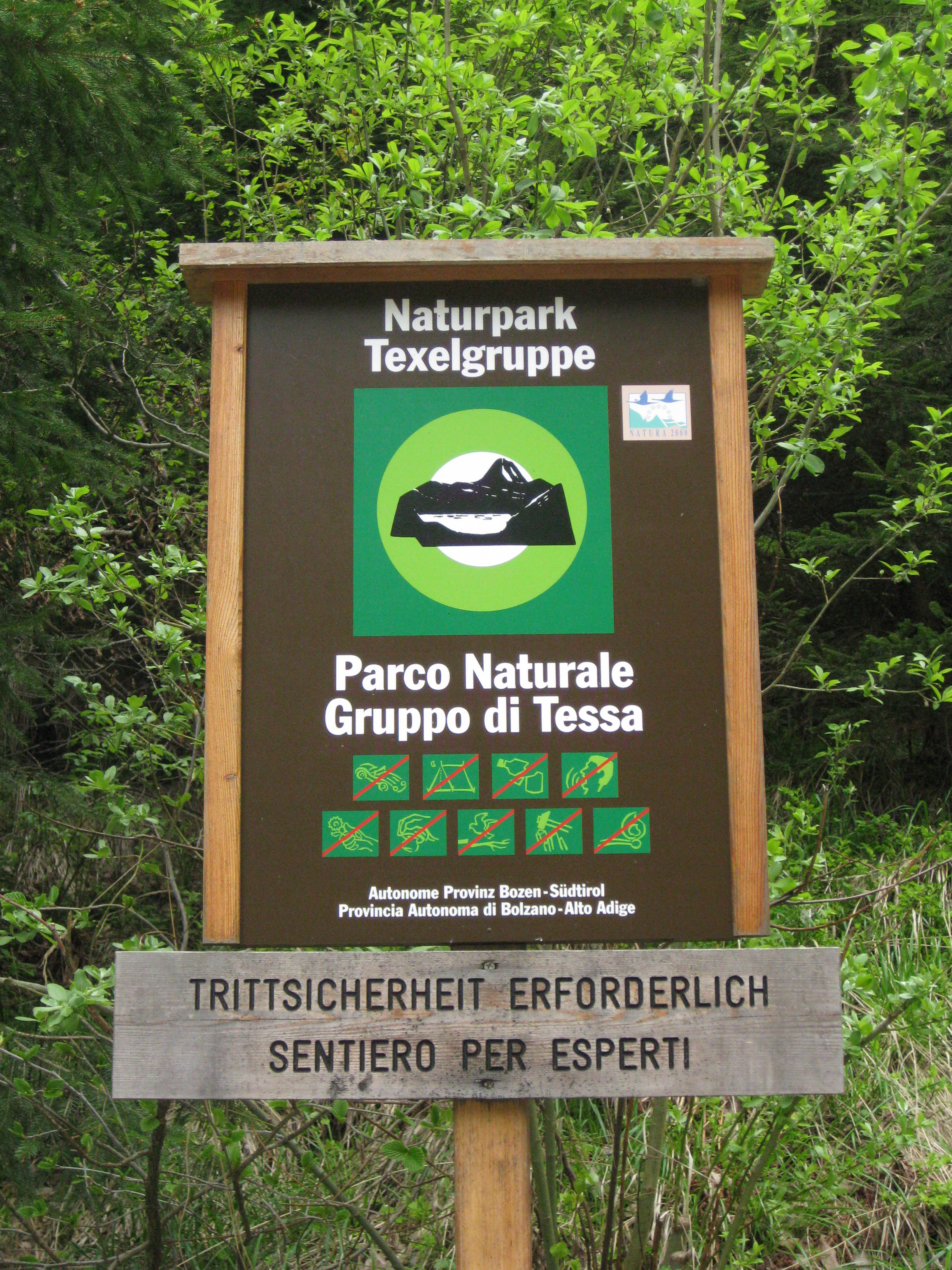
Hinweisschild
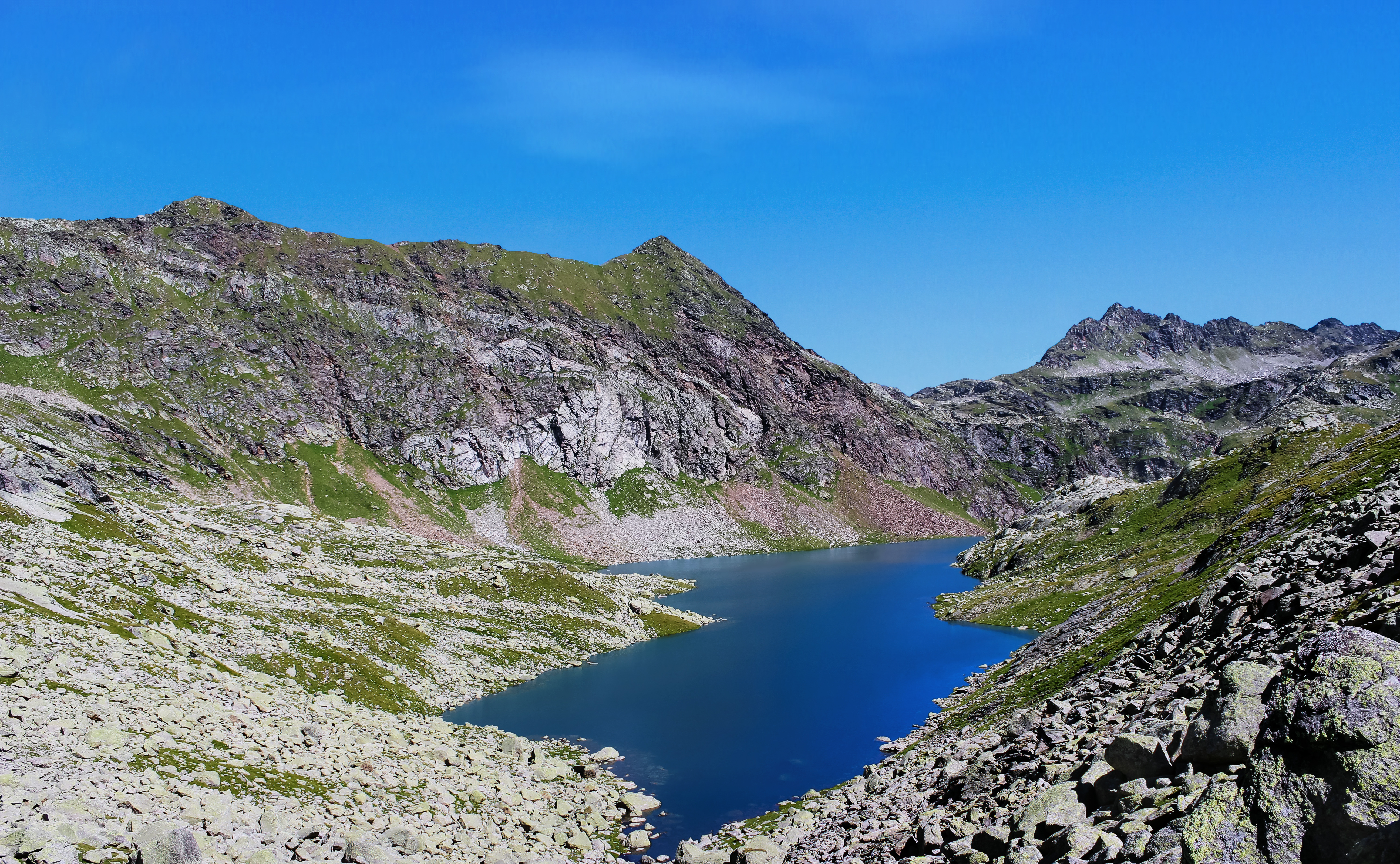
Langsee
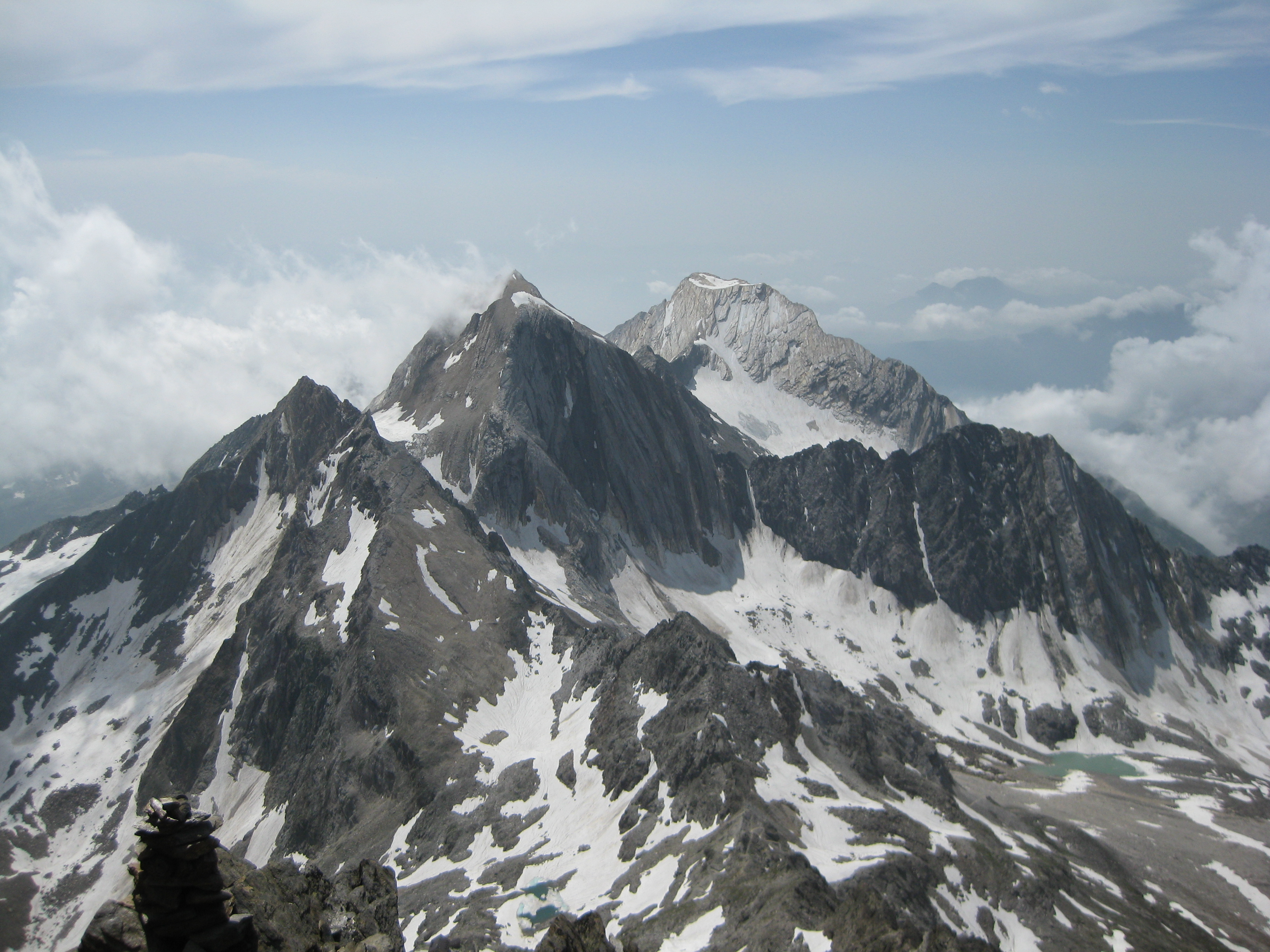
Hochweiße und Lodner
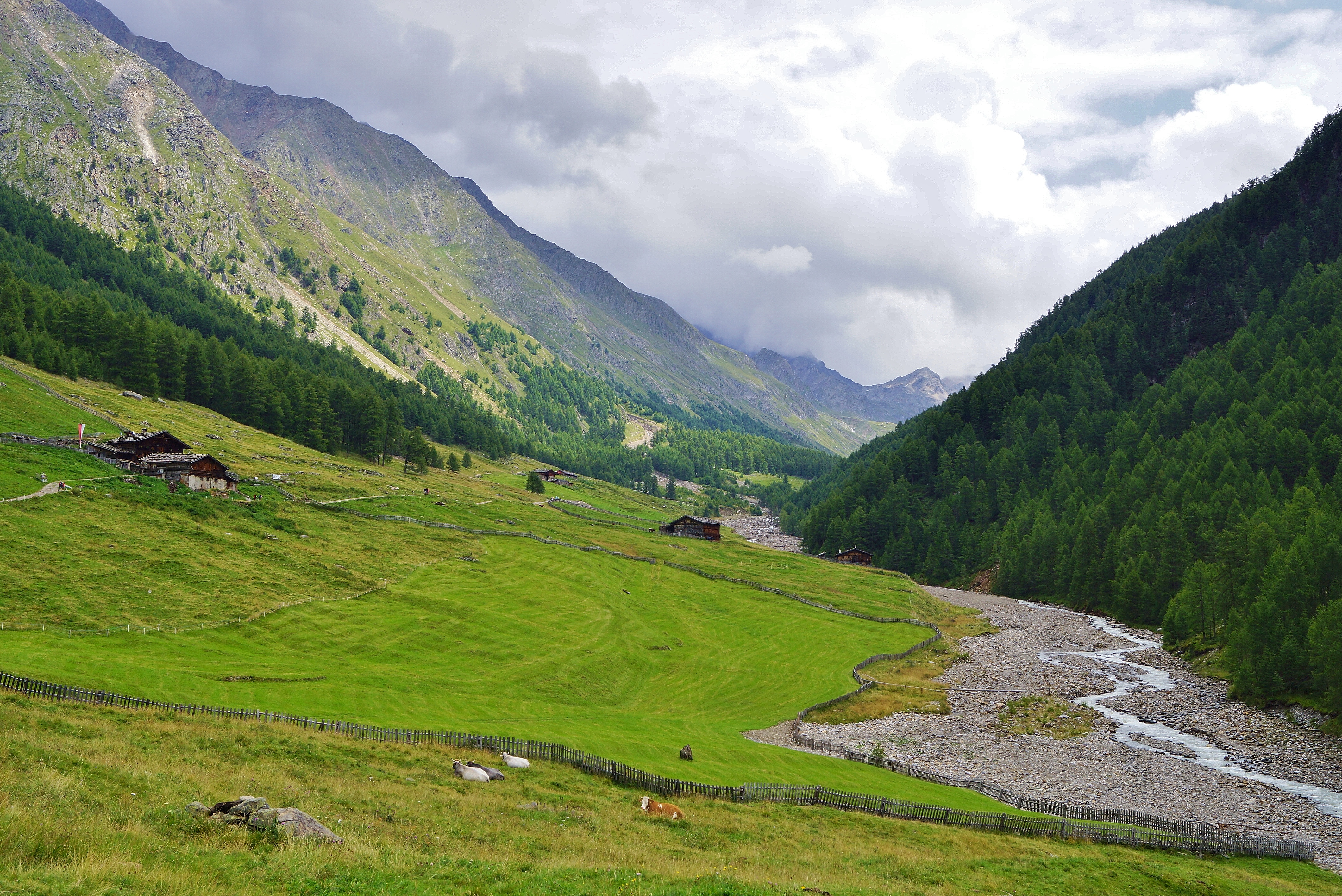
Pfossental
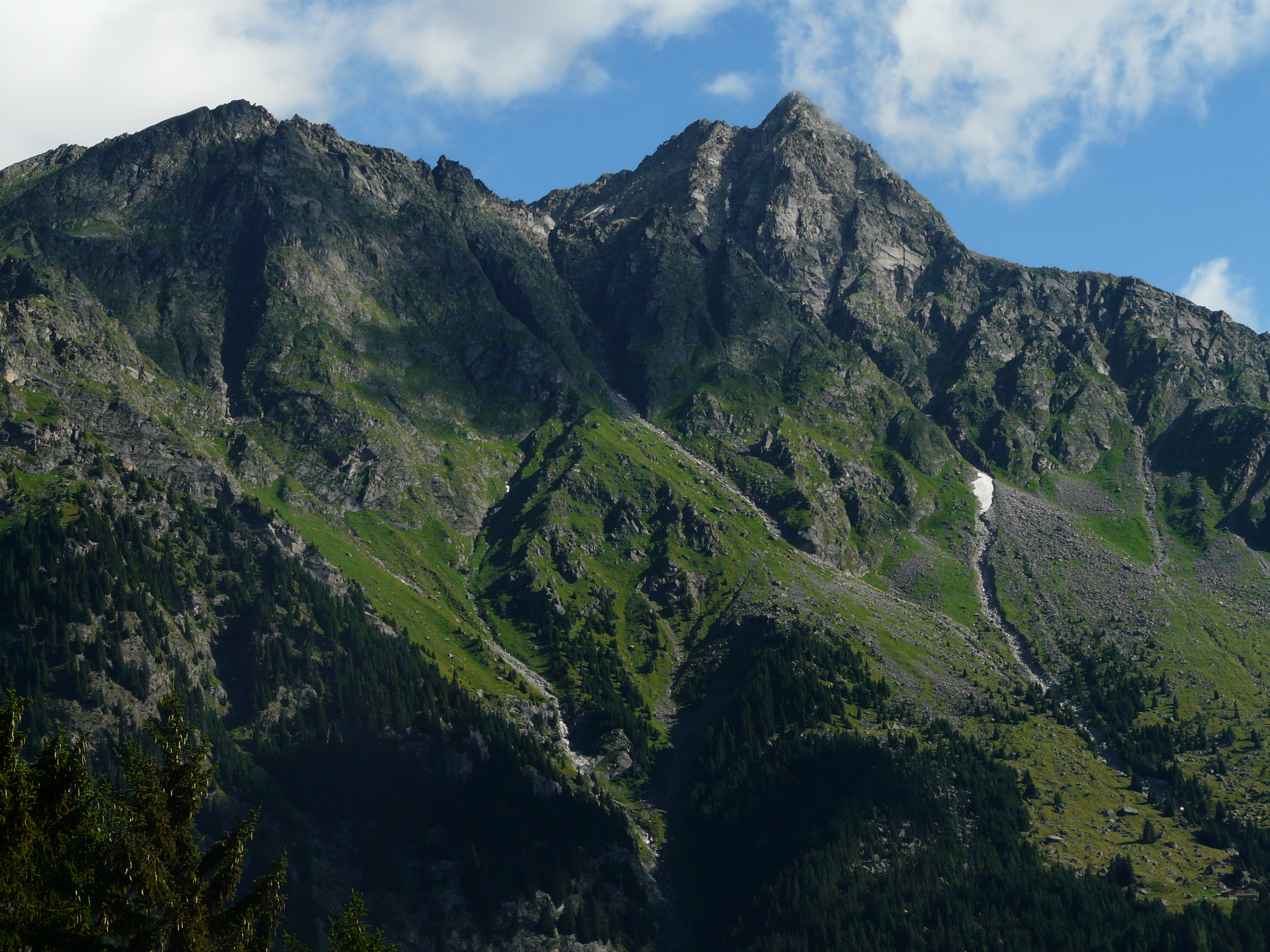
Tschigat

## Geschichte und Einrichtungen
Die Gründung des Naturparks erfolgte 1976. In Naturns wurde 1984 das „Naturparkhaus Texelgruppe“ errichtet (Standort: ⊙), das über die vielfältigen Lebensräume im Naturpark informiert. Bei Moos in Passeier befindet sich die Naturpark-Infostelle im „Bunker Mooseum“ (Standort: ⊙).